# 6268 Versailles
6268 Versailles este o planetă minoră (asteroid) din centura de asteroizi. A fost descoperită pe 22 septembrie 1990 la Observatorul La Silla de Eric Walter Elst și a fost numită după Versailles. 
Obiectul prezintă o orbită caracterizată de o semiaxă mare de 2,3094489 UAi, o excentricitate de 0,19, o înclinație de 1,78871 ° în raport cu ecliptica.